# Medal of Honor: Above and Beyond
Medal of Honor: Above and Beyond è un videogioco sparatutto in prima persona per la realtà virtuale sviluppato da Respawn Entertainment e pubblicato da Electronic Arts l'11 dicembre 2020 per PC Windows.

## Modalità di gioco
Il gioco è ambientato in Europa durante la Seconda Guerra Mondiale, riportando il franchise alle origini, e vede il protagonista ricoprire il ruolo di agente OSS e combattente della Resistenza Francese. Il gioco supporta anche la modalità multiplayer.

## Sviluppo
Il team di sviluppo aveva lavorato precedentemente ad un altro capitolo del franchise, Medal of Honor: Allied Assault. Medal of Honor: Above and Beyond non era pensato inizialmente per essere un videogioco VR, tuttavia, gli sviluppatori si rivolsero ad Oculus VR dopo aver incontrato e discusso il gioco con i dirigenti Facebook. È stato pubblicato per Oculus Rift e Steam VR l'11 dicembre 2020. Oculus ha affermato che è stata una delle produzioni più costose mai distribuite per piattaforme VR. Il gioco è stato creato utilizzando l'Unreal Engine.

## Gallery
Man mano che i giocatori avanzano nel gioco, ottengono l'accesso alla Gallery, una raccolta di brevi documentari sui veterani della Seconda Guerra Mondiale. Durante le riprese dei documentari per la modalità Gallery, gli sviluppatori hanno collaborato con Honor Flight per portare alcuni veterani di guerra nei luoghi di molti eventi storici che hanno vissuto per poi intervistarli lì. Vignettes of the Gallery, che include oltre 90 minuti di filmati, è stato presentato in anteprima a festival di cortometraggi come il Big Sky Documentary Film Festival nel 2020.

### Colette
Colette è un cortometraggio documentario di 24 minuti diretto da Anthony Giacchino e prodotto da Alice Doyard come puntata della modalità Gallery. Il film segue l'ex membro della Resistenza francese Colette Marin-Catherine mentre viaggia in Germania per la prima volta in 74 anni. La sua visita è ispirata da una giovane studentessa di storia che entra nella sua vita e la convince a visitare il campo di concentramento di Mittelbau-Dora dove suo fratello morì per mano dei nazisti.
Colette ha vinto il premio per il miglior cortometraggio al Big Sky Festival, rendendolo idoneo per la presentazione all'American Academy of Motion Picture Arts and Sciences per la considerazione dei premi. Successivamente, Colette è stata nominata per l'Oscar al miglior cortometraggio documentario alla 93ª edizione degli Academy Awards, il primo cortometraggio prodotto da uno studio di videogiochi a ricevere una nomination all'Oscar, e in seguito a vincerlo.